# Acura RLX
O RLX é um sedan de luxo, produzido pela Acura (divisão de luxo da Honda) desde 2013 para substituir o RL nos Estados Unidos.

## Características
Revelado no Salão de Los Angeles, o RLX apresentou diversas inovações - em comparação com o RL, seu antecessor - para diminuição do consumo de combustível e incremento de potência. Seu motor 3.5L V6 24V possui injeção direta de combustível que, combinada com o sistema i-VTEC, de abertura variável de válvulas, fornece 310cv potência e 37,4kgfm de torque. Mesmo com 6 cilindros, o motor apresenta baixo consumo de combustível, devido ao desligamento de até 3 cilindros em condições de menor requisição do sistema. Na prática, o menor número de cilindros funcionando não representa grande perda de mobilidade - em condições normais - e propicia consumo médio de 10,2km/L, marca considerável para um automóvel deste porte. No campo segurança, o RLX apresenta sistemas de alerta contra colisão, alerta de mudança repentina de faixa e sistema de acionamento automático dos freios, quando há risco de colisão iminente. Apresenta também o All-Wheel Steer, que esterça as rodas traseiras - mesmo sem o acionamento das dianteiras - a fim de corrigir qualquer descontrole do veículo que possa colocá-lo sob risco de acidente.
O RLX será o automóvel de estreia da Acura no Brasil em 2015, ano em que a empresa pretende começar sua representação oficial no país.